# Systema naturae
Systema naturae per regna tria naturae, secundum classes, ordines, genera, species, cum characteribus, differentiis, synonymis, locis, vanligen förkortat kallad Systema naturae är en bok av Carl von Linné. Den publicerades för första gången 1735 (under något annorlunda titel: Systema naturae: sive regna tria naturae systematice proposita per classes, ordines, genera, & species). Den latinska titeln betyder: Naturens system: naturens tre riken, underordnade klasser, ordningar, släkten och arter med dessas karakteristika, skillnader, synonymer och lokaler.
I detta verk beskriver Linné alla arter av växter, djur och mineraler som han kände till. Dessa var alltså de tre riken som titeln syftar på. Han grupperar här arterna baserat på observationer av dessas kännetecken. Linné var i början av sin vetenskapliga karriär en stark anhängare av principen om arternas oföränderlighet, och syftet med hans grupperingar var inte att påvisa någon evolutionär utvecklingslinje. Mot slutet av sin bana kom Linné att mer och mer överge tanken om arternas oföränderlighet efter observationer rörande hybridisering. Någon evolutionslära i egentlig mening omfattade han dock aldrig.
Linnés arbete tog den engelske naturforskaren John Rays arbete (bland annat presenterat i Historia generalis plantarum) som utgångspunkt och vidareutvecklade dennes principer och metoder. Andra som föregick och influerade honom var Andrea Cesalpino, Joseph Pitton de Tournefort och Sébastien Vaillant.
I boken presenteras den systematik för beskrivning och indelning av biologiska arter som används än i dag. Ibland används bokens namn för att beteckna denna typ av systematik. Varje art tilldelas ett vetenskapligt namn, baserat på latin eller grekiska, bestående av artens släkte samt en unik beteckning för arten. Dessa skrives med kursiv stil och släktets namn anges med stor initial. Ett namn på en art som vitsippan är sammansatt av släktnamnet (Anemone) och ett artepitet (nemorosa). En sådan tvådelad beteckning kallas för ett binomen.
Boken kom kontinuerligt ut i reviderade och utökade upplagor. Den första upplagan var endast 11 sidor lång, medan den 13:e upplagan från 1770 var över 3000 sidor. Den tionde upplagan från 1758, i vilken Linné bland annat överförde valarna från fiskarna till däggdjuren, anses i dag vara den tidigaste giltiga källa för vetenskapliga beteckningar på biologiska arter inom djurriket. För växter brukar man istället räkna Linnés Species plantarum (Växternas arter) från 1753.
Systema naturae har haft samma grundläggande betydelse för biologin som periodiska systemet har för kemin. I dag anses dock mineralerna inte längre vara ett separat rike på det sätt som växter och djur är, men istället har svamparna brutits ut ur växtriket. Dessutom betraktas bakterier och protister som separata domäner.